# Dissociazione per cattura di elettroni
In spettrometria di massa tandem la dissociazione per cattura di elettroni (in lingua inglese electron capture dissociation ECD) è un metodo di frammentazione di ioni in fase gas. ECD si basa sull'introduzione diretta di elettroni a bassa energia catturati dagli ioni in fase gas. 

## Meccanismo
La dissociazione per cattura di elettroni tipicamente coinvolge una molecola multiprotonata M che interagisce con un elettrone libero per formare uno ione con un numero dispari di elettroni
{\displaystyle [M+nH]^{n+}+e^{-}\to {\bigg [}[M+nH]^{(n-1)+}{\bigg ]}^{*}\to frammenti}.
Il processo è esotermico e la liberazione del potenziale di energia elettrica produce la frammentazione dello ione prodotto.
L'ECD produce tipi di frammenti ionici significativamente diversi (soprattutto di tipo c e z ma anche gli ioni b sono stati identificati in ECD ) dagli altri metodi di frammentazione MS/MS come l'electron detachment dissociation (EDD) (soprattutto tipo a e x),      dissociazione indotta da collisione (CID) (soprattutto di tipo b  e y) e InfraRed MultiPhoton Dissociation. CID e IRMPD introducono l'energia interna vibrazionale in un modo o in un altro, causando perdita di modifiche post-traslazionali durante la frammentazione.  In ECD (e anche in EDD), i frammenti mantengono le modifiche post-traslazionali come la fosforilazione    o l'O-glicosilazione.   Nel ECD sono stati usati solo frammenti (complementare al CID) e l'abilità di frammentare effettivamente le macromolecole intere è in studio. La bassa efficienza di frammentazione e altre difficoltà sperimentali, che sono state studiate,  hanno limitato la sua diffusione. ECD è stato inizialmente usato con la risonanza ionica ciclotronica a trasformata di Fourier,  i ricercatori hanno indicato che è stata usata con successo in una trappola ionica.   
ECD è una tecnica di frammentazione MS/MS recentemente introdotta ed è ancora in studio. 
Il meccanismo dell'ECD è ancora in discussione ma sembra che non necessariamente si rompa il legame più debole e comunque sembra essere un processo veloce (non ergodico) dove l'energia non può essere dissipata intramolecolarmente. È stato proposto che una reazione radicalica iniziata dall'elettrone possa essere responsabile del meccanismo dell'ECD. 
In una tecnica di frammentazione MS/MS simile chiamata dissociazione per trasferimento elettronico gli elettroni sono trasferiti tramite collisioni tra i cationi dell'analita e gli anioni reagenti.    